# جورج وايز
جورج وايز (بالإنجليزية: George Wise) هو كاتب عدل ‏ وسياسي أسترالي، ولد في 1 يوليو 1853 في ملبورن في أستراليا، وتوفي في 31 يوليو 1950 في سالي في أستراليا. حزبياً، نشط في Protectionist Party ‏. وقد انتخب عضو مجلس النواب الأسترالي عن دائرة دائرة غبسلند (5 سبتمبر 1914 – 16 ديسمبر 1922) وانتخب عضو مجلس النواب الأسترالي عن دائرة دائرة غبسلند (12 ديسمبر 1906 – 31 مايو 1913).